# 鵝茗荷
鵝茗荷是茗荷科的一個物種，屬於藤壺的一種，廣泛分布於印度洋-太平洋海域，常見附著於浮木、船體、鯨豚等各種漂浮物表面。

## 型態
鵝茗荷為雌雄同體，其幼體為自游生物，待找到適當的基地後才會固著生長，體殼由五片白色的鈣質殼板組成，殼上約有20條輻射紋路，而殼板邊緣呈橘色，羽毛狀附肢呈褐色。鵝茗荷以捕食海中的浮游生物及有機碎屑維生，對乾燥的耐受性強，在寄宿物體被移上岸後仍能存活一段時間。

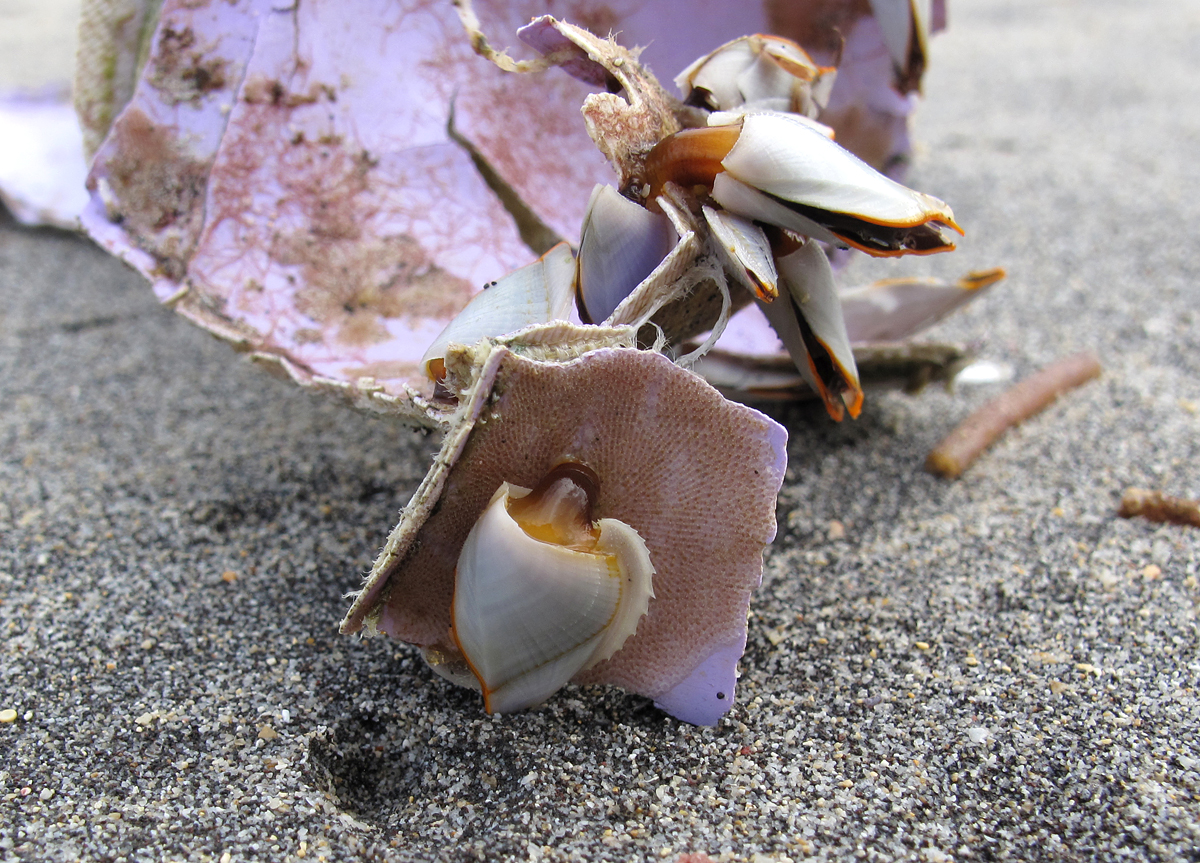
漂流物上的鵝茗荷
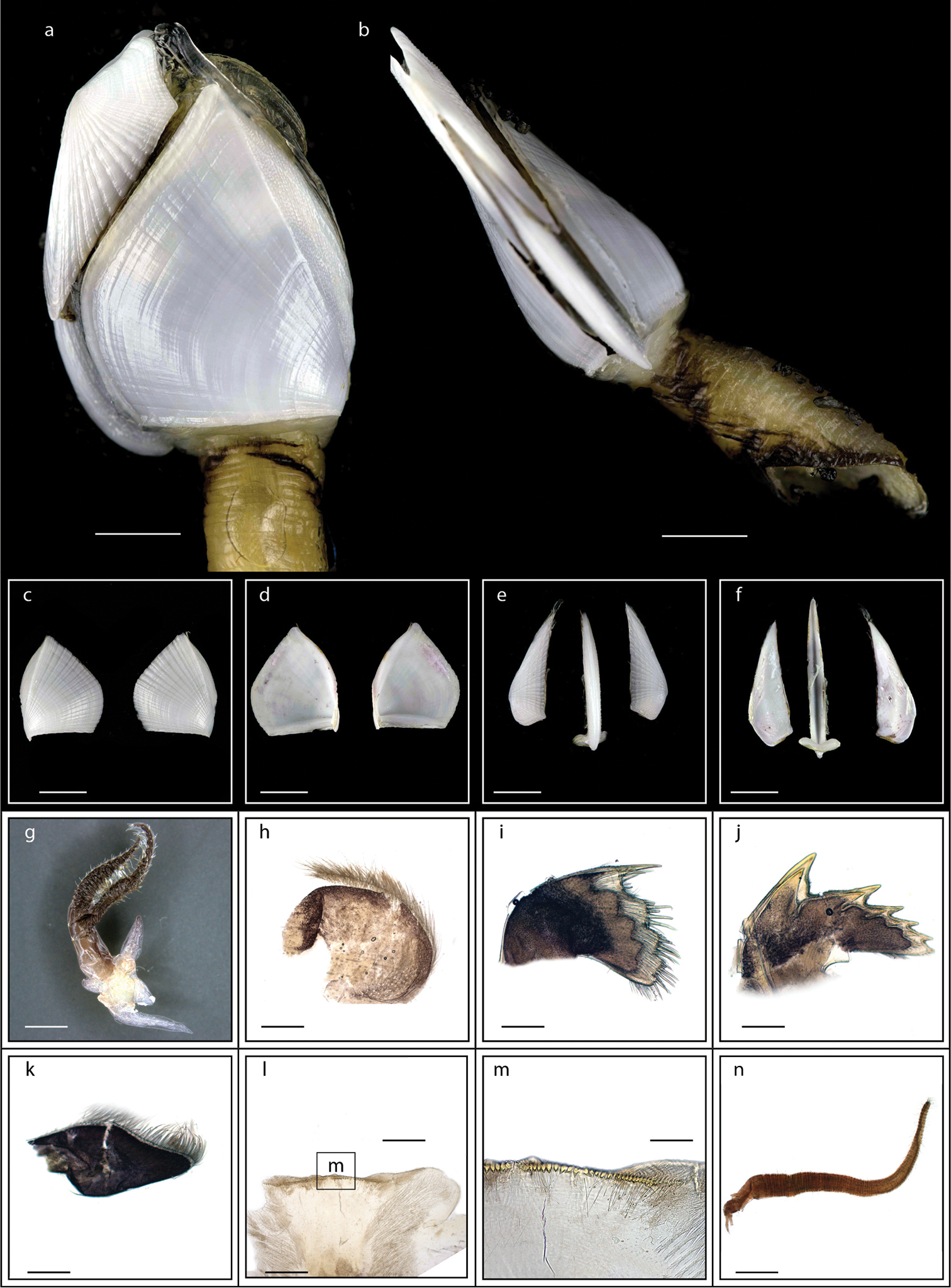
鵝茗荷的構造